# Мілтон (переписна місцевість, Вермонт)
Мілтон (англ. Milton) — переписна місцевість (CDP) в США, в окрузі Читтенден штату Вермонт. Населення — 3804 особи (2020).

## Географія
Мілтон розташований за координатами 44°38′1″ пн. ш. 73°6′46″ зх. д. / 44.63361° пн. ш. 73.11278° зх. д. (44.633483, -73.112745).  За даними Бюро перепису населення США в 2010 році переписна місцевість мала площу 3,74 км², з яких 3,63 км² — суходіл та 0,11 км² — водойми. В 2017 році площа становила 4,72 км², з яких 4,56 км² — суходіл та 0,16 км² — водойми.

## Демографія
Згідно з переписом 2010 року, у переписній місцевості мешкала 1861 особа в 740 домогосподарствах у складі 483 родин. Густота населення становила 497 осіб/км².  Було 770 помешкань (206/км²).
Расовий склад населення:
| - 97,3 % — білих - 1,3 % — чорних або афроамериканців - 0,3 % — корінних американців - 0,1 % — азіатів |

До двох чи більше рас належало 1,0 %. Частка іспаномовних становила 0,7 % від усіх жителів.
За віковим діапазоном населення розподілялося таким чином: 23,1 % — особи молодші 18 років, 66,3 % — особи у віці 18—64 років, 10,6 % — особи у віці 65 років та старші. Медіана віку мешканця становила 38,7 року. На 100 осіб жіночої статі у переписній місцевості припадало 98,6 чоловіків;  на 100 жінок у віці від 18 років та старших — 95,2 чоловіків також старших 18 років.
Середній дохід на одне домашнє господарство  становив 63 682 долари США (медіана — 57 581), а середній дохід на одну сім'ю — 78 643 долари (медіана — 77 321). Медіана доходів становила 48 813 долари для чоловіків та 39 130 доларів для жінок. За межею бідності перебувало 4,4 % осіб, у тому числі 0,0 % дітей у віці до 18 років та 17,0 % осіб у віці 65 років та старших.
Цивільне працевлаштоване населення становило 1154 особи. Основні галузі зайнятості: освіта, охорона здоров'я та соціальна допомога — 19,6 %, виробництво — 15,3 %, будівництво — 11,9 %, роздрібна торгівля — 11,7 %.